# 汉克·德佐尼
亨利·E·德佐尼（英語：Henry E. DeZonie，1922年2月12日—2009年1月2日），美国NBA联盟前职业篮球运动员。他是第四位在NBA打球的非洲裔美国人球员。